# Kraton

Kratone Südamerikas und Afrikas während der Trias, als die beiden Kontinente als Teil des Superkontinents Pangea miteinander verbunden waren

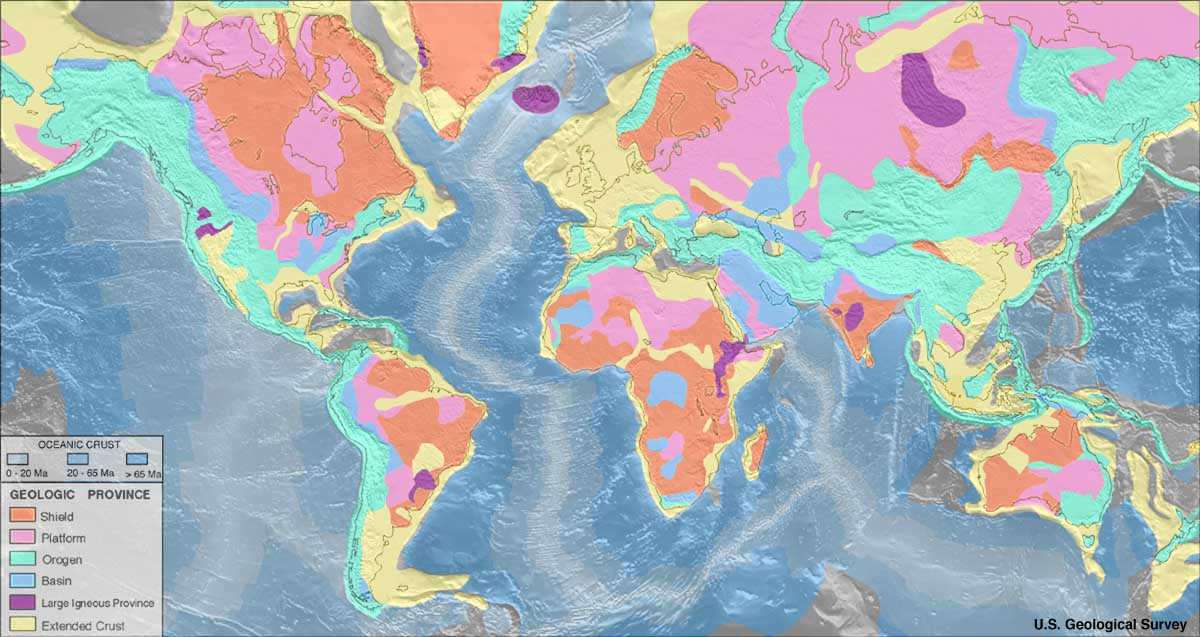
Vereinfachte geologische Gliederung der Erde. Die Kratone werden repräsentiert durch die Tafeln (rosa) und Schilde (orange).

Als Kratone (altgriechisch κράτος krátos, deutsch ‚Kraft‘) bezeichnet man geologisch sehr alte (proterozoisch oder archaisch) und heute tektonisch stabile Teile der Kontinente (kontinentale Lithosphäre), die etwa 60 % der kontinentalen Landmasse ausmachen. Kratone haben häufig mehrere Zyklen der Kollision und des Zerfalls überdauert und sind daher für gewöhnlich im Inneren von Kontinenten zu finden bzw. bilden deren Kerngebiete, können aber durch Rift-Bildung auch aufgespalten werden.
Hingegen bestehen die Ränder der Kontinente oft aus jüngeren Teilen der Erdkruste, die den Kratonen im Laufe der Erdgeschichte durch Gebirgsbildungen angegliedert wurden.
Die Kratone der Kontinente gliedern sich in zwei Teilbereiche:
1. die präkambrischen Schilde, in denen das metamorphe Grundgebirge zutage tritt, und
2. die kontinentalen Tafeln, wo das Grundgebirge von unmetamorphen, ungefalteten, phanerozoischen Sedimenten überdeckt wird.

## Definition
Ursprünglich wurde der Begriff ohne eine Altersdefinition für kontinentale Terrane verwendet, welche über einen relativ langen Zeitraum von vielen 100 Mio. Jahre tektonisch stabil blieben.
Auch die heutige Verwendung des Begriffes ist uneinheitlich. Manche Autoren schließen in den Begriff auch noch relativ junge Krustenbereiche mit einem Alter des Grundgebirges von 1,5 Mrd. Jahre mit ein. In der Regel wird die Mindestaltersgrenze bei 2,5 Mrd. Jahren gesehen; dies entspricht dem Ende des Archaikums.
Ein besonders anschauliches Beispiel ist das Kaapvaal-Kraton, dessen westliche und nördliche Bereiche im Paläo- und Mesoproterozoikum überprägt wurden. Diese Bereiche werden von manchen Autoren mit in die Definition eingeschlossen, von anderen Autoren dagegen nicht.

Südafrika: Kaapvaal-Kraton
Südliches Afrika

## Entstehung
Kratone galten lange Zeit als tektonisch besonders stabil, d. h., dass sie weder unter Zug- noch unter Druckspannung zu Deformation neigen, oder anders formuliert, dass sie weder anfällig für Riftbildung noch für Gebirgsbildung sind; dieses Bild hat sich allerdings relativiert. Das liegt u. a. an der besonders großen Mächtigkeit und der verhältnismäßig geringen Temperatur ihrer subkrustalen Lithosphäre sowie an ihrem an leicht aufschmelzbaren Elementen „verarmten“ Charakter. Der lithosphärische Mantelkiel kann Tiefen von 250 bis 300 Kilometer erreichen; die kratonische Kruste hingegen besitzt mit 35 bis 40 Kilometern nur durchschnittliche Mächtigkeiten. Aufgrund seiner chemischen Zusammensetzung hat der lithosphärische Mantelkiel einen besonders hohen Schmelzpunkt.
Kratone entstanden vor allem im Archaikum unter deutlich höheren Temperaturbedingungen im Erdmantel als heute. Es wird davon ausgegangen, dass sich aus Ozean-Ozeanplatten-Kollisionen Inselbögen formten, durch Inselbogenvulkanismus, gegenseitige Überschiebung von Inselbögen und Unterschiebung ozeanischer Kruste eine krustale Verdickung stattfand und diese Inselbögen durch weitere „Orogenesen“ langsam immer kontinentaler wurden. Die für die Kratone heute typische dicke Kruste scheint teilweise wohl später entstanden zu sein. Aufgrund der immensen Dicke ist die Asthenosphäre heute unterhalb von Kratonen meist relativ geringmächtig oder gar nicht vorhanden. Die peridotitischen Mantelkiele sind wohl Residuen partieller Aufschmelzung unter relativ geringem Druck, die erst durch Orogenesen und Krustenverdickung in die Position des Mantelkiels kamen. Dies geschah im Laufe der Jahrmilliarden v. a. im Zuge der Orogenesen immer wieder, es war also ein sehr lange andauernder mehrphasiger Entstehungsprozess.

## Einteilung
Die bis zu 200 Kilometer in den Erdmantel reichenden – ursprünglich magmatischen, im Zeitenlauf aber meist metamorph überprägten – Kratone aus relativ (zur übrigen Erdkruste) leichtem Gestein können ihrem Alter entsprechend grob in folgende Provinzen eingeteilt werden:
- Tektone: bestehen aus Gesteinen, die infolge plattentektonischer Ereignisse im Meso- und Neoproterozoikum, d. h., im Zeitraum vor 1,6 Milliarden bis vor 600 Millionen Jahren, gebildet oder zuletzt metamorph überprägt wurden (tektonothermales Alter).
- Protone: sind Kratonprovinzen mit einem tektonothermalen Alter zwischen 1,6 und 2,5 Milliarden Jahren.
- Archone: sind von jüngeren Kratonprovinzen umschlossene archaische „Gesteinsinseln“ (auch als archaische Kerne) mit einem tektonothermalen Alter von mehr als 2,5 Milliarden Jahren, die teilweise sogar hadaisches Material (älter als vier Milliarden Jahre) enthalten.

## Phanerozoische Entwicklung
Kratone haben meist nach dem Proterozoikum oder sogar länger keine tektonische Umformung wie Faltung, Aufwölbung oder ähnliches mehr erfahren, sind also über Äonen im Großen und Ganzen unverändert geblieben. Sie sind die Kerne der Kontinente und wurden meist schon im Archaikum durch tektonische Vorgänge intensiv verfaltet, in großen Tiefen metamorph umgewandelt oder intrudiert und stark erodiert.
Kratone gliedern sich geologisch in Schilde und Tafeln. In den Schilden tritt weitgehend das kristalline Grundgebirge zutage. Im Zuge des Verschwindens von Gletschern seit dem Ende der kleinen Eiszeit befinden sich viele von ihnen in einer isostatischen Hebung. In den Tafel- oder Plattformregionen sind die Schilde mit unverformten Sedimenten bedeckt (Deckgebirge). Diese Sedimente liegen dem Grundgebirge in aller Regel diskordant auf, da Erstgenanntes vor Ablagerung der Tafelsedimente eine Gebirgsbildung und dadurch eine Phase der Abtragung durchlaufen hatte; entsprechend besteht zwischen den jüngsten (obersten) Gesteinen des Schildes und den ältesten (am weitesten unten liegenden) Gesteinen der Sedimentdecke eine zeitliche Lücke. Da die Kruste des Grundgebirges der Tafeln eine geringere Dicke und eine höhere Dichte besitzt als die der Schilde, besitzt es weniger Auftrieb und konnte daher im Verlauf der vergangenen 500 Millionen Jahre mehrfach von einem Epikontinentalmeer bedeckt werden, was Ursache für die Ablagerung der Tafelsedimente war.
Kratone weisen alte Störungszonen auf, die bei tektonischer Beanspruchung reaktiviert werden können. So zeigen manche Kratone aktive oder zum Stillstand gekommene Grabenbrüche, wobei dann in diesen Gräben mächtige Sedimentschichten abgelagert wurden und noch werden und teilweise große Mengen vulkanisches Material zutage gefördert wurde.

## Wirtschaftliche Bedeutung
Kratone gelten als die einzigen Fundorte von Schmuck-Diamanten; außerdem kommen hier wirtschaftlich sehr bedeutende Gold- und Platin-Lagerstätten sowie viele andere Edelmetalle und Schmucksteine vor. So wird – besonders in Kanada und Australien – mit Messung des Paläomagnetismus und Gamma-radiometrischen, sonarreflektorischen und anderen stratigraphischen und geochronologischen Methoden an der Entdeckung und Erforschung dieser alten Festlandteile der Erde gearbeitet. Auch die unzugänglichen Gebiete des sibirischen Kratons und die politisch unruhigen, bergbautechnisch interessanten Regionen Afrikas stehen im Interesse der Weltwirtschaft. Das offen zutageliegende Kraton des Baltischen Schildes – die Halbinsel Kola – ist wichtiger Rohstofflieferant Russlands.
Eine Ausnahme ist das Kraton der Antarktis. Ihre entlegene geographische Lage und die harten klimatischen Bedingungen sowie die dicke Eisüberdeckung verhinderten lange Zeit eine Exploration von Lagerstätten. Seit 1961 steht zudem der Antarktisvertrag einer wirtschaftlichen Nutzung entgegen.

## Liste der Kratone

Vereinfachte geologische Weltkarte (italienisch)

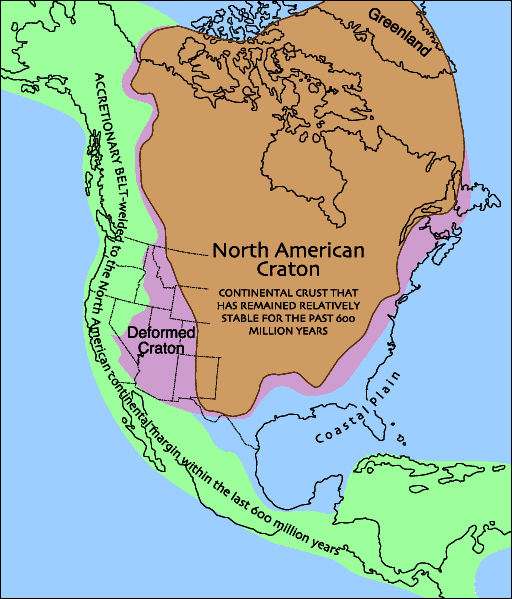
Vereinfachte tektonische Gliederung Nordamerikas

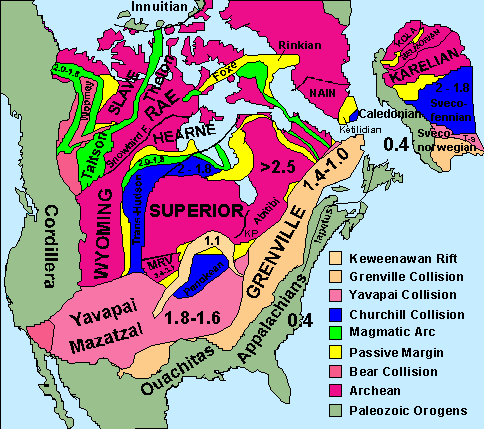
Die tektonischen Provinzen Nordamerikas (einschl. Grönlands) und Fennoskandinaviens. Alles was älter als 600 Millionen Jahre ist, also alles außer der blassgrünen Areale, zählt prinzipiell als kratonisch. Zu beachten ist aber, dass in Nordamerika der südwestliche Teil des Kratons von den mesozoischen Gebirgsbildungen („Cordillera“) ergriffen und herausgehoben wurde (u. a. das Colorado-Plateau). Man spricht in diesem Zusammenhang auch vom metastabilen Kraton (siehe auch darüberstehende Abbildung).

Dies ist eine Aufstellung bekannter Schilde und Kratone sowie einiger daran beteiligter Platten, Tafeln, Becken und Grabenbrüche.
- Antarktische Platte
  - Mawson-Kraton
  - Grunehogna-Kraton
- Australien – siehe auch Australische Platte
  - Altjawarra-Kraton
  - Zentralkraton
  - Curnamona-Kraton, Süd-Australien
  - Gawler-Kraton, Zentrales Süd-Australien
  - Pilbara-Kraton, Western Australia
  - Yilgarn-Kraton, West-Australien
- Amerika – siehe auch Nordamerikanische Platte, Südamerikanische Platte, Nazca-Platte und Pazifische Platte
  - Kanadischer Schild, auch ‚Laurentischer Schild‘, ‚Präkambrischer Schild‘ oder – nicht ganz richtig, weil aus mehreren Kratonen zusammengesetzt – auch Nordamerika-Kraton
    - Slave-Kraton, Nordwest-Territorien mit dem Acasta-Gneis (4030 mya)
    - Superior-Kraton im Süden und Osten der Hudson Bay mit dem Nuvvuagittuq-Grünsteingürtel (möglicherweise bis zu 4300 mya)
    - Nain-Kraton, ein Teil des Nordatlantik-Kratons im Osten Kanadas und in Grönland (Isua-Gneis)
    - Wyoming-Kraton in den USA
    - Reste stark überprägter Kratone wie etwa der Rae-Kraton im Norden Kanadas

  - Guayana-Schild, Guayana
  - Amazonasbecken-Kraton
- Afrika – siehe auch Afrikanische Platte und Großer Afrikanischer Grabenbruch – Ostafrikanischer Graben
  - Arabischer Kraton siehe auch Arabische Platte, nördlich die Anatolische Platte, Jordangraben
  - Kongo-Kraton und -Becken, zentrales südliches Afrika, und sein Terrain
    - Bangweulu-Block, Sambia

  - Kaapvaal-Kraton, Südafrika (3.600–2.500 mya)
  - Kalahari-Kraton
  - Sahara-Kraton, Algerien
  - Tansania-Kraton
  - Westafrika-Kraton
  - Zaire-Kraton, Demokratische Republik Kongo
  - Simbabwe-Kraton (3.500 mya)
- Eurasien – siehe auch Eurasische Platte
  - Ost-Europäischer Kraton mit dem
    - Baltischen Schild und der
    - Russischen Tafel bzw. dem
    - Sarmatischen Kraton (3.700–2.800 mya) Sarmatien

  - Wolga-Ural-Kraton, Russland (3.000–2.700 mya)
  - Amurische Platte, durch den Baikal-Graben von der Eurasischen Platte getrennt
  - Tschersky-Graben in Nordost-Sibirien am Polarkreis.
  - Karelischer Kraton, Finnland (3.100–2.700 mya), der europäische Teil des Nordatlantik-Kratons
  - Midland-Kraton von England und Wales
  - Sibirischer Kraton (Sibiria)
  - Indischer Kraton
  - Dharwar-Kraton, Indien (3.400–2.600 mya)
  - Ostchinakraton
  - Nordchinakraton (2.500 mya)
  - Südchinakraton
  - Chinesisch-koreanischer , nördliches China
  - Tarim-Kraton, Tarimbecken, China
  - Jangtse-Kraton, China

## Weitere Karten

Westafrika
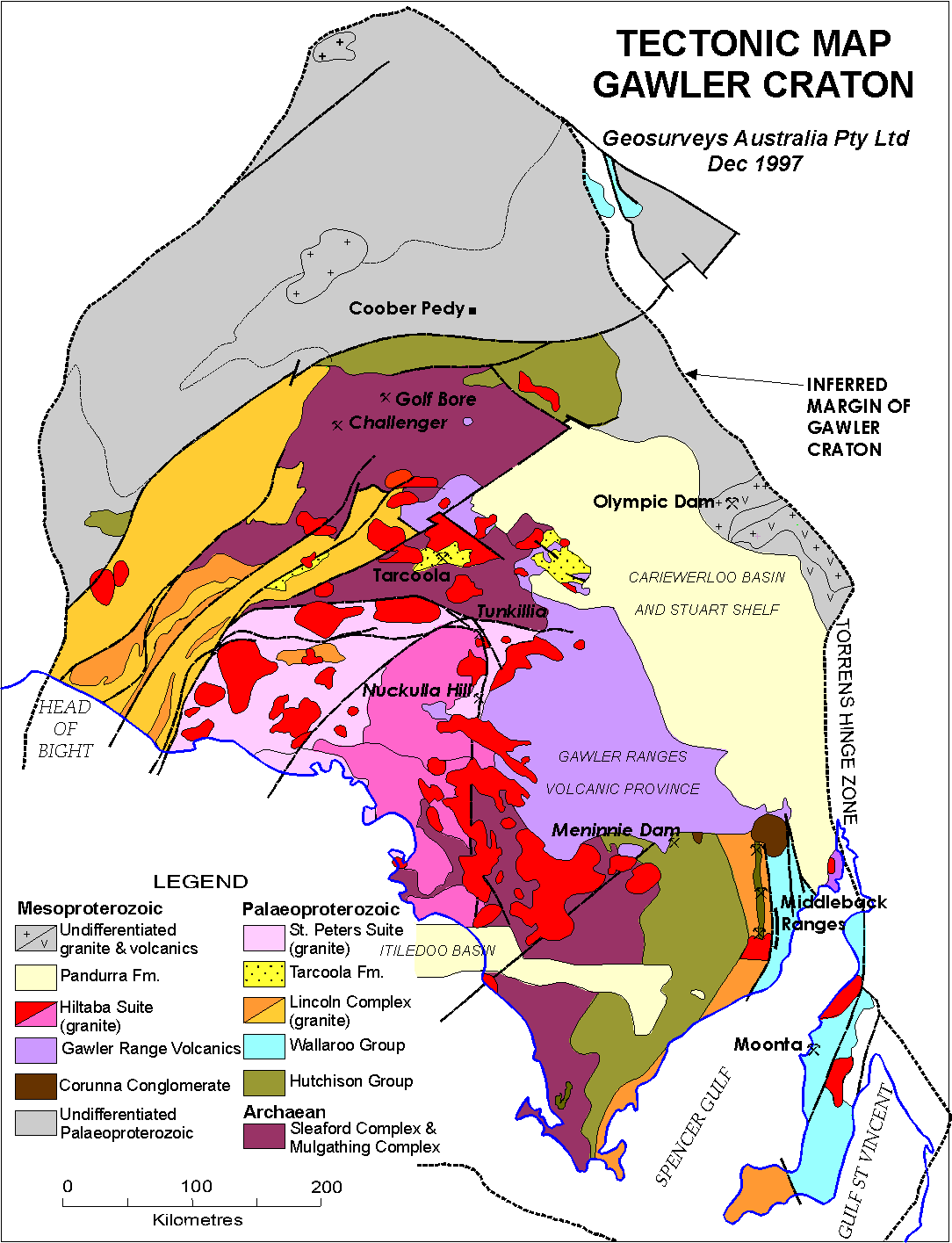
Australien: Gawler-Kraton
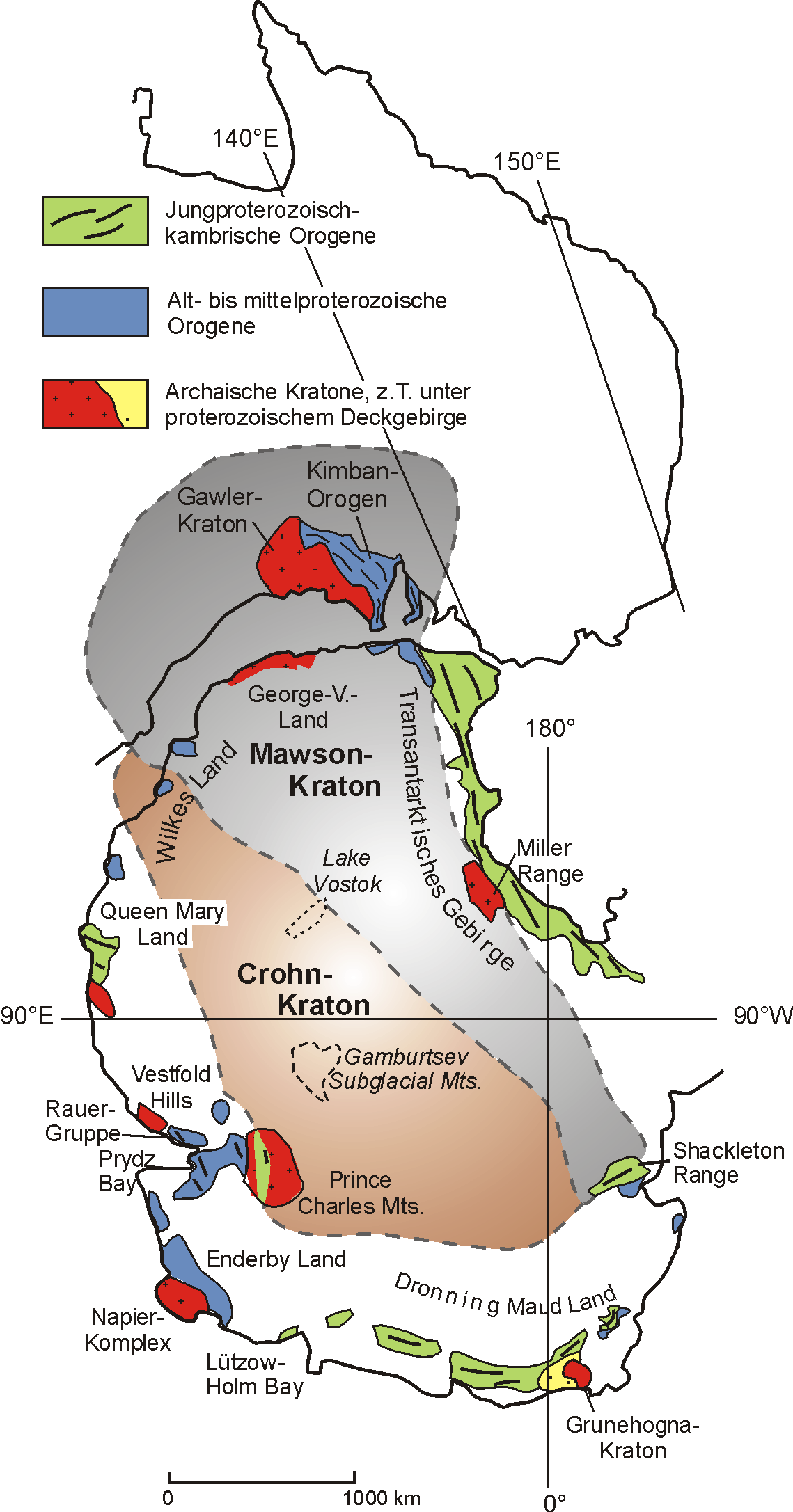
Antarktika:Mawson- und Crohn-Kraton